# Spencer Susser
Spencer Susser est un réalisateur, producteur et scénariste américain né en 1977.

## Filmographie

### Longs métrages
- 2010 : Hesher
- 2025 : Better Man de Michael Gracey

### Courts métrages
- 1999 : Ah Weak & Wide Astry
- 2001 : R2-D2: Beenath the Doom
- 2003 : Roughing up the Witness
- 2005 : A Love Story
- 2008 : I Love Sarah Jane
- 2012 : Eugene
- 2013 : The Captain
- 2016 : Shiny
- 2021 : Sauver Ralph (Save Ralph)